# Phosphatase acide tartrate-résistante
La phosphatase acide tartrate-résistante (TRAP, TRAPase), également appelée phosphatase acide 5 tartrate-résistante (ACP5), est une métalloprotéine monomérique exprimée chez les mammifères. Sa masse moléculaire est d'environ 35 kDa, son point isoélectrique est basique (7,6 à 9,5) et son activité est maximum en conditions acides. Elle est produite sous forme de proenzyme et est activé par clivage protéolytique et réduction,. Elle se distingue des autres phosphatases acides de mammifères par sa masse moléculaire et sa résistance à l'acide tartrique.
Cette enzyme hydrolyse la liaison ester-phosphate à l'aide d'une substitution nucléophile au cours de laquelle la catalyse se produit avec la liaison d'un groupe phosphate du substrat au cation ferreux Fe2+ du site actif. Un ligand hydroxyde attaque alors l'atome de phosphore, ce qui conduit au clivage de la liaison ester et libération d'un alcool. L'identification exacte de ce ligand hydroxyde est incertaine, mais on pense qu'il s'agit ou bien d'un hydroxyde qui lie les ions métalliques dans le site actif, ou bien de l'hydroxyde terminal lié au cation ferrique Fe3+, les expériences apportant des éléments confortant les deux options.

## Expression et localisation cellulaire
Dans les circonstances normales, la phosphatase acide tartrate-résistante est exprimée par les ostéoclastes, les macrophages activés, les neurones et l'endomètre de truie en gestation,. Chez les nouveau-nés des souris, de faibles concentrations de TRAP sont également détectables dans la rate, le thymus, le foie, les reins, la peau, les poumons et le cœur. L'expression de cette enzyme augmente avec certaines pathologies, comme la réticuloendothéliose leucémique (leucémie à tricholeucocytes), la maladie de Gaucher, l'encéphalopathie induite par le HIV, les tumeurs osseuses à cellules géantes, l'ostéoporose, ou encore les maladies métaboliques des os.

## Organisation et transcription du gène ACP5
La phosphatase acide tartrate-résistante des mammifères est codée par un gène unique, situé chez l'homme sur le chromosome 19 (locus 19p13.2-13.3), et chez la souris sur le chromosome 9. La séquence de ces gènes est, comme la séquence des protéines correspondantes, hautement conservée chez tous les mammifères. Le gène de la TRAP a été cloné et séquencé chez les porc, le rat, l'homme et la souris. Chez l'homme, la souris et le porc, les gènes de la phosphatase acide tartrate-résistante contiennent tous cinq exons, avec le codon ATG au début de l'exon 2 tandis que l'exon 1 est non codant. Le promoteur de l'exon 1 contient trois promoteurs spécifiques des tissus, notés 1A, 1B et 1C. Ceci permettrait de contrôler étroitement l'expression de la phosphatase acide tartrate-résistante. L'ARN messager transcrit à partir de ce gène a une longueur totale de 1,5 kb, avec un cadre de lecture ouvert de 969 à 975 pb codant de 323 à 325 résidus d'acides aminés. Chez le rat, le cadre de lecture ouvert a une longueur de 981 pb et code 327 résidus. L'enzyme est transcrite comme chaîne peptidique unique. La transcription de ce gène est régulée par le facteur de transcription associé à la microphtalmie,.

## Rôle physiologique
Le rôle physiologique exact de la phosphatase acide tartrate-résistante demeure inconnu, mais cette protéine s'est vu attribuer de nombreuses fonctions. Les expériences par neutralisation du gène (knockout) ont montré que les souris TRAP−/− présentent une légère ostéopétrose associée à une activité réduite des ostéoclastes. Il s'ensuit un épaississement et un raccourcissement du cortex des organes, l'apparition de déformations en forme de club au niveau de la partie distale du fémur, et l'élargissement des plaques de croissance (physis) de l'épiphyse avec retard de la minéralisation du cartilage, tout ceci s'aggravant avec l'âge. À l'inverse, la surexpression du gène de la TRAP chez des souris transgéniques conduit à une légère ostéoporose ainsi qu'à l'augmentation de l'activité des ostéoblastes et de la synthèse osseuse.

### Déphosphorylation des protéines et migration des ostéoclastes
On a pu montrer que l'ostéopontine et la sialoprotéine osseuse (en), deux phosphoprotéines de l'ostéone, sont deux substrats efficaces de la phosphatase acide tartrate-résistante et se lient aux ostéoclastes une fois déphosphorylées. L'ostéopontine et la sialoprotéine osseuse ne peuvent se lier aux ostéoclastes lorsqu'elles ne sont que partiellement déphosphorylées. On en a déduit que la TRAP favorise vraisemblablement la migration des ostéoclastes en leur permettant de se lier à l'ostéopontine.

### Production de dérivés réactifs de l'oxygène
Les dérivés réactifs de l'oxygène (DRO) sont produits par les macrophages et les ostéoclastes à partir de l'anion superoxyde O2•−, lui-même issu de l'action de la NADPH oxydase sur l'oxygène O2. Ils jouent un rôle un rôle essentiel dans la phagocytose par ces cellules.
La phosphatase acide tartrate-résistante, qui contient un cation de fer rédox, catalyse la formation de dérivés réactifs de l'oxygène par réaction de Fenton :
O2 → (NADPH oxydase) O2•− → (superoxyde dismutase) H2O2 → (catalase) H2O + O2 ;
TRAP-Fe3+ (violet) + O2•− → TRAP-Fe2+ (rose) + O2 ;
H2O2 + TRAP-Fe2+ (rose) → HO• + HO− + TRAP-Fe3+.
Ces réaction produisent ainsi le radical hydroxyle OH•, le peroxyde d'hydrogène H2O2 et l'oxygène singulet O2*.